# Île d'Ammassalik
Ammassalik est une île du Sud-Est du Groenland.

## Géographie

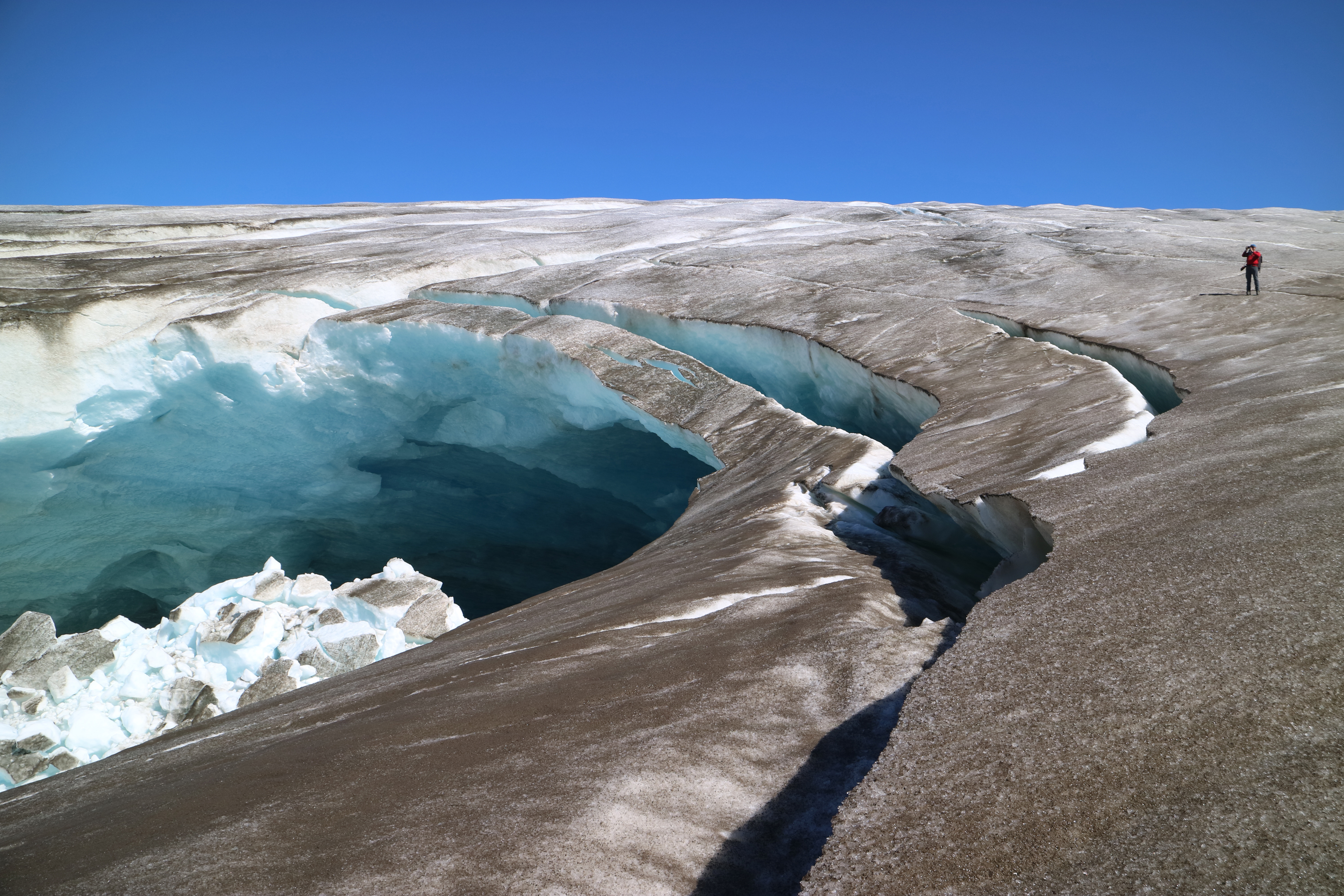
Le glacier Mittivakkat sur l'île d'Ammassalik, en juillet 2016.

L'île est séparée du Groenland par le fjord Sermilik à l'Ouest, le fjord d'Ammassalik, à l'est et le détroit d'Ikaasartivaq au Nord-Est,.

## Histoire
L'île est découverte en 1882-1883 par les commandants Gustav Holm et Thomas Vilhelm Garde. Elle est alors habitée par quatre cent treize habitants. L'hiver précédent, la chasse ayant été très mauvaise, il y avait eu de nombreux morts, une catastrophe où près de 15 % de la population périt.
En 1969, Robert Gessain qui a étudié la population sur trente ans de distance écrit : « Les Ammassalimiut vont culturellement disparaître du monde en y laissant des descendants plus nombreux. Mort de la culture et explosion démographique, ethnocide et génoboom, sont les sous-produits sur ces rives arctiques de l'expansion occidentale ».

## Pour approfondir